# Vittorio Arrigoni
(Messaggio con il quale Vittorio Arrigoni terminava ogni suo articolo, a volte ripetuto nella forma inglese Stay Human)
Vittorio Arrigoni, detto Vik (Besana in Brianza, 4 febbraio 1975 – Gaza, 15 aprile 2011), è stato un attivista, giornalista e scrittore italiano.
Sostenitore della soluzione binazionale come strumento di risoluzione del conflitto israelo-palestinese, nonché pacifista, si era trasferito nella Striscia di Gaza per documentare le condizioni della popolazione.
Fu rapito e ucciso il 14 aprile 2011 da un gruppo terrorista dichiaratosi afferente all'area jihādista salafita, che lo accusavano di essere entrato a Gaza "per diffondere la corruzione", minacciandone l'uccisione e chiedendo in cambio della sua liberazione la scarcerazione del loro capo, lo sceicco Abu al Walid al Maqdisi, e di alcuni militanti jihādisti detenuti nelle carceri palestinesi. Il cadavere di Arrigoni fu ritrovato il giorno successivo dalle milizie di Hamas nel corso di un blitz in un'abitazione di Gaza.

## Biografia
Nacque a Besana in Brianza, figlio di Ettore Arrigoni e di Egidia Beretta, piccoli imprenditori, e fratello minore di Alessandra, assistente sociale. La madre fu sindaco di Bulciago dal 2004 al 2014; il padre morì nel dicembre del 2011 a seguito di una lunga malattia. I nonni, antifascisti, avevano combattuto nella seconda guerra mondiale. Dopo il diploma di ragioneria, lavorò inizialmente nell'azienda di famiglia, dedicandosi nel frattempo all'aiuto umanitario.

### Cooperazione umanitaria
Iniziò all'età di vent'anni nell'Europa dell'est, in prevalenza con l'organizzazione non governativa IBO. In Croazia, Russia, Ucraina, Estonia, Polonia, Repubblica Ceca ma anche Perù e altri paesi, operò nella ristrutturazione di sanatori, nella manutenzione di alloggi per disabili o senzatetto e nell'edificazione di nuove abitazioni per profughi di guerra. Successivamente lavorò in Africa (Togo, Ghana e Tanzania) con una cooperativa impegnata contro il disboscamento delle foreste alle pendici del Kilimangiaro e con l'ong YAP, per la quale si occupò della creazione di centri di socialità e centri sanitari.
Nel 2002 venne inviato con la ong IPYL a Gerusalemme Est, nella stessa esperienza che vide la morte di Angelo Frammartino. A Nablus, nel 2003, collaborò con l'organizzazione del politico francese José Bové. Da quell'anno entrò a far parte dell'ong International Solidarity Movement, e s'interessò della causa palestinese, scrivendo le sue prime corrispondenze, schierandosi contro il comportamento di Israele verso la popolazione della Striscia di Gaza, criticando inoltre la politica autoritaria e teocratica di Hamas nell'amministrazione della Striscia e quella di al-Fath in Cisgiordania.
Nel 2005 venne inserito a sua insaputa nella lista nera delle persone sgradite ad Israele. Per questa ragione, il 26 marzo dello stesso anno, fu fermato in ingresso alla frontiera con la Giordania. Picchiato dai militari israeliani, venne poi abbandonato in territorio giordano e soccorso da militari giordani. Dopo un'interrogazione parlamentare sulla vicenda da parte del senatore Sauro Turroni al Ministero degli Esteri italiano, lo scrittore israeliano Amos Oz spiegò ad Arrigoni che la sua presenza a Gaza era a suo parere sgradita poiché avrebbe potuto testimoniare contro Israele per crimini di guerra alla Corte internazionale di giustizia dell'Aia. Il 20 dicembre dello stesso anno, giunto in Israele per partecipare all'International Nonviolence Conference, venne arrestato con altri attivisti internazionali direttamente all'aeroporto di Tel Aviv e ferito; dopo un ricovero in ospedale e una detenzione di sette giorni fu espulso e rimandato in Italia.
Nell'estate del 2006 partecipò, come osservatore internazionale, alle prime elezioni libere nella Repubblica Democratica del Congo, accompagnato dalla sottosegretaria del Ministero degli Esteri italiano Patrizia Sentinelli e col supporto logistico-finanziario del Governo Prodi.
Nel settembre del 2007 partì in missione umanitaria in Libano. Presso il campo rifugiati di Beddawi lavorò all'ampliamento della clinica locale.
Dopo la precedente espulsione tornò, passando via mare, a vivere a Gaza come attivista umanitario il 23 agosto del 2008; al suo arrivo ricevette la cittadinanza onoraria palestinese. Dalla Striscia diffuse informazioni sulle dure condizioni dei palestinesi gazawi. Nel novembre dello stesso anno fu ferito, incarcerato ed espulso dall'esercito israeliano per aver difeso quindici pescatori palestinesi che cercavano di pescare nelle proprie acque territoriali. Rientrò definitivamente a Gaza il 21 dicembre, a bordo della nave Dignity del movimento Free Gaza.

### Reporter e scrittore
Particolarmente attivo nella comunicazione via Internet, gestendo più canali di informazione su YouTube e alcuni blog, tra i quali anche uno personale di critica e poesia, Arrigoni era reporter per il quotidiano Il manifesto, per PeaceReporter, per Radio 2 (più precisamente per il programma Caterpillar), per Radio Popolare, per l'agenzia stampa InfoPal, per Radio Onda d'Urto, nonché commentatore per numerose altre testate italiane e internazionali. Con ManifestoLibri, pubblicò nel 2009 il libro Gaza Restiamo umani, raccolta dei propri reportage da Gaza, tradotto in inglese, spagnolo, francese, tedesco, e arabo con l'aggiunta di una postfazione dello storico israeliano Ilan Pappé.
Durante l'Operazione Piombo fuso, il suo blog Guerrilla Radio, nato nel luglio del 2004, e i suoi reportage ottennero notorietà internazionale in quanto egli era l'unico cronista sul campo all'inizio dell'operazione. Il sito di Arrigoni, durante il corso dell'operazione, divenne il blog più visitato in Italia.
In quel periodo fu anche oggetto, con altri membri dell'International Solidarity Movement (ISM), di esplicite minacce di morte da parte di un sito web (StopTheISM), vicino ad ambienti dell'estrema destra filoisraeliana, e indicato come primo bersaglio. Nel maggio del 2009 venne insignito del Premio Città Sasso Marconi, con la motivazione che «i suoi pezzi, raccolti anche da televisioni e organizzazioni internazionali, sono stati impressionanti per verità, capacità descrittiva in diretta, pietà, solidarietà con le vittime civili, finendo sempre con l'esortazione "restiamo umani"».
Nel 2010, dopo aver dichiarato stima nei confronti dello scrittore Roberto Saviano e del giornalista Marco Travaglio, al quale aveva dedicato anche un blog e un canale YouTube nel 2008, criticò duramente alcune forti affermazioni pro-israeliane di entrambi. Agli inizi del 2011 venne querelato per diffamazione, assieme al parroco Giorgio De Capitani, dalla giornalista del TG1 Grazia Graziadei, a causa di un commento sulla giornalista scritto da Arrigoni nel giugno del 2010, riguardante un servizio da lei prodotto su Marcello Dell'Utri.
Il 4 gennaio 2011 ripubblicò sul proprio blog il manifesto dei giovani di Gaza Gaza Youth Breaks Out, come segno di protesta e di rivendicazione di libertà e democrazia sia dall'occupazione israeliana sia dall'oppressivo regime di Hamas. Nelle ultime settimane della sua vita prese posizione a favore della cosiddetta Primavera araba, con l'auspicio di giungere a maggiore libertà e istituzioni democratiche per le popolazioni musulmane coinvolte.

### Rapimento e morte
La sera del 14 aprile 2011 venne rapito da un gruppo terrorista dichiaratosi afferente all'area jihādista salafita, anche se tre di loro smentirono in seguito l'appartenenza al gruppo, all'uscita dalla palestra di Gaza nella quale era solito recarsi. In un video immediatamente pubblicato su YouTube, in cui Arrigoni viene mostrato bendato e legato, i rapitori accusano l'Italia di essere uno "stato infedele" e l'attivista di essere entrato a Gaza "per diffondere la corruzione". Viene inoltre lanciato un ultimatum, minacciando l'uccisione di Arrigoni entro il pomeriggio del giorno successivo, e chiedendo in cambio della sua liberazione la scarcerazione del loro leader, Hisham al-Saedni, più noto come sceicco Abu al Walid al Maqdisi, e di alcuni militanti jihādisti detenuti nelle carceri palestinesi.

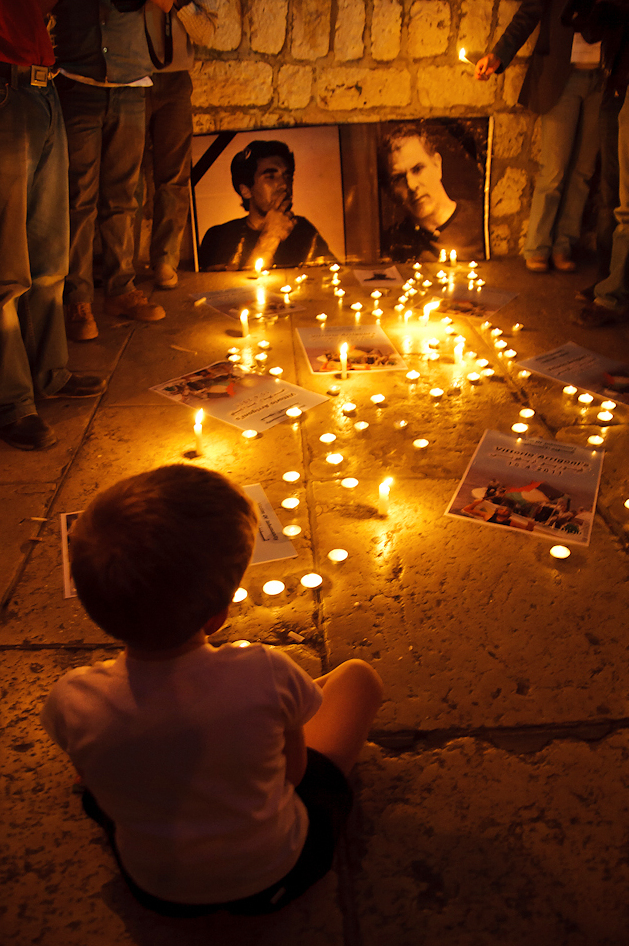
Veglia nella Cattedrale di Betlemme in memoria di Vittorio Arrigoni (a sinistra) e Juliano Mer-Khamis

Il giorno successivo, il corpo senza vita di Arrigoni fu rinvenuto dalle Brigate Ezzedin al-Qassam nel corso di un blitz in un'abitazione di Gaza; secondo le forze di sicurezza di Hamas, la morte sarebbe avvenuta nella notte tra il 14 e il 15 aprile per strangolamento. L'autopsia svolta successivamente all'Istituto di medicina legale dell'Università Sapienza di Roma confermò i rilievi palestinesi.

### Indagini e processo
Nei giorni seguenti, le indagini delle forze di sicurezza di Hamas condussero all'individuazione dei presunti responsabili del rapimento; il 19 aprile 2011 le milizie armate di Gaza penetrarono nel campo profughi di Nuseirat per eseguire gli arresti. Due terroristi - tra cui il capo, il giordano Abdel Rahman Breizat - rimasero uccisi in un conflitto a fuoco, mentre un terzo venne fermato. Fonti dell'organizzazione salafita dichiararono successivamente che la responsabilità del rapimento sarebbe stata da attribuirsi a un gruppo illegale "impazzito".
Il processo per omicidio iniziò a Gaza l'8 settembre 2011 a carico di quattro soggetti (Abu Ghoul, 25 anni, Khader Jram, 26 anni, Mahmoud al-Salfiti - nome di battaglia Abu Khattab -, 23 anni, e Hasanah Tarek) e si concluse il 17 settembre 2012 con due condanne all'ergastolo per omicidio (ridotte a 15 anni di reclusione) e altre due a 10 anni e 1 anno di carcere rispettivamente per rapimento e favoreggiamento. La famiglia Arrigoni in quell'occasione si era dichiarata contraria alla pena di morte per gli assassini.

### Reazioni internazionali e funerali
L'omicidio di Arrigoni suscitò sdegno e proteste in tutto il mondo e fu condannato in modo unanime dalle Nazioni Unite e da vari capi di stato. Le autorità della striscia di Gaza tributarono un "saluto solenne" con centinaia di partecipanti alla salma di Arrigoni prima del suo trasferimento verso l'Italia.
Per rispettare le volontà di Arrigoni, la famiglia dispose che la salma tornasse in Italia passando dall'Egitto e dal valico palestinese di Rafah anziché dal territorio di Israele. I funerali, svoltisi a Bulciago e celebrati da Monsignor Hilarion Capucci, videro la partecipazione di migliaia di persone giunte da tutta Europa. L'assenza di rappresentanti del governo italiano e di un riconoscimento pubblico in memoria di Arrigoni causarono forti polemiche.
Tra le molte manifestazioni di affetto vi fu anche quella di Moni Ovadia, che definì Arrigoni "un essere umano che conosceva il significato di questa parola".

## Premi
- VI Premio Città di Sasso Marconi «ai grandi comunicatori del nostro tempo», Sasso Marconi, 2009[46]
- V Premio Testimone di Pace, Premio speciale "Rachel Corrie", Ovada, 2010[80][81][82]
- VI Premio Letterario “Firenze per le Culture di Pace dedicato a Tiziano Terzani”, 2011[83] (alla memoria)
- XVI Premio Borsellino, per l'"Impegno Civile", 2011[84][85] (alla memoria)

## Vittorio Arrigoni nell'arte

### Canzoni
- أناديكم (Unadikum) - canzone di Tawfiq Zayyad, cantata dal DARG team di Gaza[86][87]
- Ballata per Vik – I Luf
- Canta Palestina – Enzo Avitabile feat. Amal Murkus
- Due possibilità – La Colpa
- Restiamo umani – Fedez
- Restiamo umani – Sine Frontera
- Resto umano – 99 Posse
- Stay Human – Radiodervish
- Stay Human – Wu Ming Contingent
- Una vita normale (Canzone per Vittorio Arrigoni) – Marco Rovelli
- Vittorio – Minor Swing Quintet

### Arte grafica
- Murale a tema tra i murales di San Bartolomeo in Galdo.[88]
- Murale in via Balbo a Torino, a fianco a quello dedicato a Dante di Nanni[89]

## Intitolazioni
- ANPI di Ferrara, sezione "Vittorio Arrigoni"[90]
- ANPI di Aprilia, sezione "Vittorio Arrigoni"[91]
- ARCI di Enna, sezione "Vittorio Arrigoni"[92]
- ARCI di Piacenza, circolo ARCI Vik[93]
- Via di arrampicata "Restiamo Umani", Monte San Martino, 2019-2021, Ragni della Grignetta[94]

## Opere
- Vittorio Arrigoni, Gaza. Restiamo umani. dicembre 2008-gennaio 2009, Roma, Manifestolibri, 2009, ISBN 9788872855843.
- Vittorio Arrigoni et al., Palestina: pulizia etnica e resistenza, Castelfranco Veneto, Zambon, 2010, ISBN 9788887826517.
- Vittorio Arrigoni et al., Missione di inchiesta delle Nazioni Unite sul conflitto di Gaza, Francoforte sul Meno, Zambon, 2011, ISBN 9788887826623.
- Vittorio Arrigoni, Il Mare di Gaza, Manifestolibri, 2014.

## Film
- Restiamo umani - The Reading Movie. Lettura integrale dei 20 capitoli del libro di Vittorio Arrigoni Gaza. Restiamo Umani. Roma, Il manifesto-Manifestolibri, 2009 - ISBN 9788872855843
- Gaza a cielo aperto (FreeZone, 2011), film documentario di Maurizio Fantoni Minnella